# Tommel
Tommel is een gehucht bij het dorp Baarle, in de Nederlandse provincie Noord-Brabant. De buurtschap ligt samen met Loveren, Hoogbraak, Boschhoven, Nijhoven en Schaluinen op de eerste krans van buurtschappen rond de Sint-Remigiuskerk. Het gehucht hoort zowel bij de Nederlandse gemeente Baarle-Nassau als bij de Belgische gemeente Baarle-Hertog. Het gehucht is dus zowel Noord-Brabants als Antwerps. Het gehucht ligt tegen de zuidgrens van de grootste enclave van Baarle-Hertog.
De naam van het gehucht moet afgeleid zijn van het Latijnse woord Tumulus, wat begraafplaats betekent. Uit archeologisch onderzoek is gebleken, dat in de buurt van Tommel een flink aantal grafurnen zijn gevonden. Doordat Tommel op de weg van Turnhout naar Breda lag,  kwamen hier veel mensen langs. Mensen die in Baarle gestraft werden, werden in de stad opgehangen. De lijken werden dan vervolgens weer naar Baarle teruggebracht. De galg van Baarle werd bij Tommel geplaatst, vanwege deze doorgaande weg. De lijken werden hier weer opgehangen wat afschrikwekkend moest werken, opdat mensen zouden denken, dat misdadigers in dit dorp gestraft werden.
De originele structuur van het gehucht Tommel is niet meer herkenbaar. Tommel had vroeger een Frankisch driehoek als plein. Dit is echter door veranderingen van het wegenpatroon verloren gegaan. De doorgaande weg vanuit Tommel naar Loveren bestaat nog wel.
Dorpen: Baarle (deels) · Castelré · Ulicoten

Buurtschappen: Baarle-Nassau Grens · Boschhoven · Driehuizen · Eikelenbosch · Gorpeind · Groot-Bedaf · 't Groeske · Heesboom · Heikant · Heikant · Het Goordonk · Hoogeind · Huisvennen · Keizershoek · Klein-Bedaf · Liefkenshoek · Loveren · Maaijkant · Nieuwe Strumpt · Nijhoven · Oude Strumpt · Reth · Reuth · Schaluinen · Tommel · Veldbraak · Voske

Noord-Brabant: Steden en dorpen      Nederland: Provincies · Gemeenten